# Phraya Wichiankhiri
Issu d'une famille d'origine chinoise, Phraya Wichiankhiri (thaï : พระยาวิเชียรคีรี) ou Chom Na Songkhla (thaï : ชม ณ สงขลา) fut le huitième et dernier gouverneur de la province de Songkhla.